# جساسات قنواتية
الجساسات القنواتية (الاسم العلمي: Canalipalpata) هي دون طائفة من الحيوانات تتبع تحت طائفة الجساسات.

## التصنيف
- السابيليات
  - السبوغلينات
    - السبوغلينة